# Musée des Bujoliers
Le musée des Bujoliers qui inclut la Maison de La Mérine est un musée français situé dans la commune de  Saint-Césaire, à 10 kilomètres à l'est de Saintes, en Charente-Maritime.

## Histoire

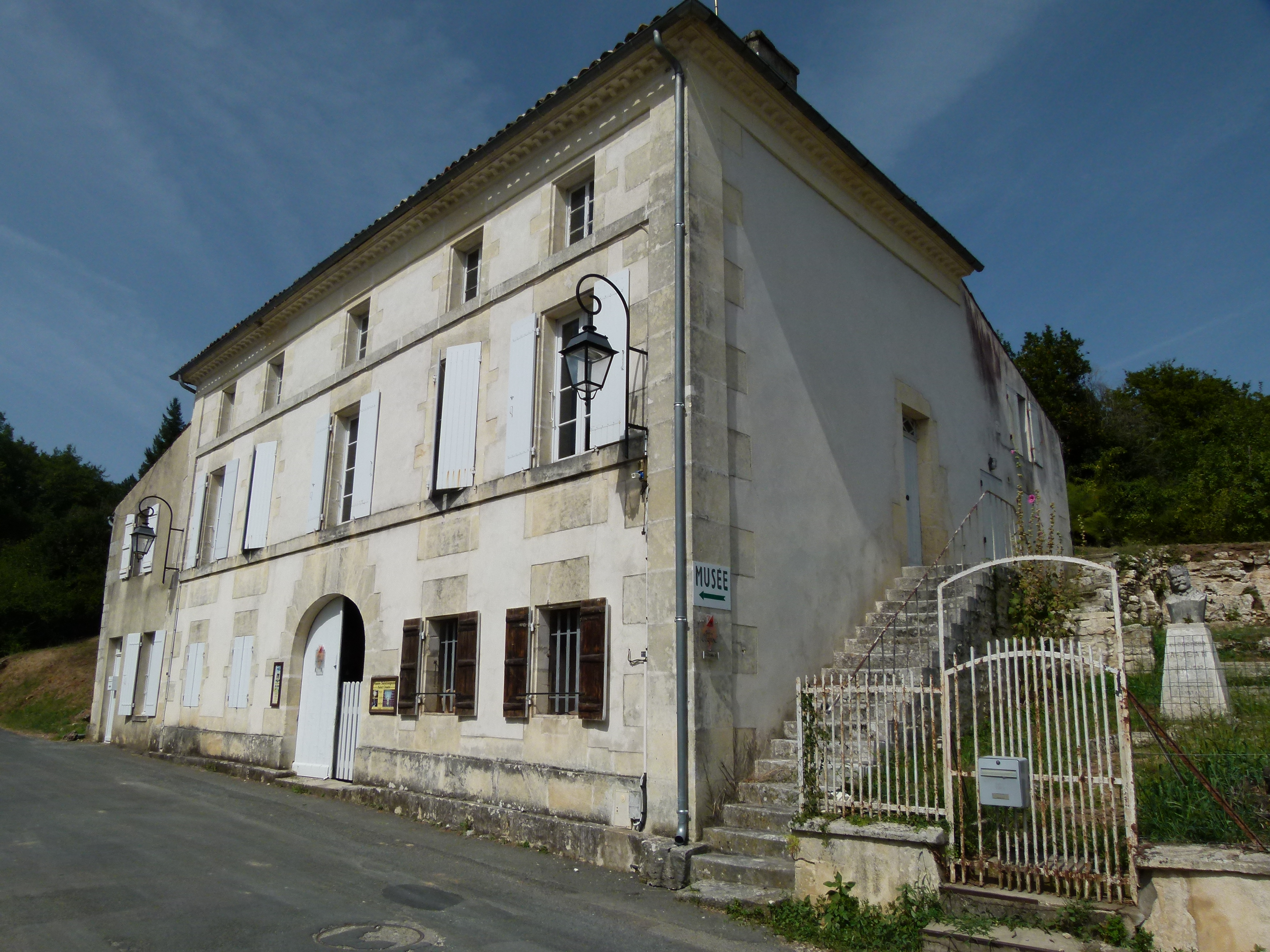
Le musée des Bujoliers occupe une ancienne maison de maître typiquement saintongeaise.

À l'origine, ce musée rural a été créé par René Boucher, auteur d'expression saintongeaise, qui a aménagé une maison saintongeaise édifiée en 1860 et l'a dénommée La Maison à La Mérine, en souvenir d'une très célèbre pièce de théâtre patoisante en Saintonge, La Mérine à Nastasie, rédigée à Pons, par Athanase Jean, plus connu sous le nom de Docteur Jean et originaire du village de Saint-Césaire. 
M. Boucher était également un ami de l'archéologue Bernard Dubigny qui a découvert en 1979 et mis au jour les restes de "Pierrette", la femme néandertalienne à l'origine de la création en mai 2005 du Paléosite de Saint-Césaire.
Le musée, devenu municipal, est situé dans le petit village des Bujoliers, limitrophe du village voisin de Saint-Bris-des-Bois au nord de Saint-Césaire. 

## Collections
Le musée des Bujoliers est donc un double musée créé en 1979 et abritant à l'origine La Maison de La Mérine qui est une reconstitution fidèle d'un habitat saintongeais de la fin du XIXe siècle. 

### La maison de La Mérine
Ce musée ethnographique est une reconstitution émouvante d'une tranche de vie d'un village rural et viticole de la Saintonge de la fin du XIXe siècle. Il est constitué de deux pièces principales :
- une cuisine contenant saloirs, jambonniers, quenouille, et meublée d'un superbe vaisselier typiquement saintongeais ;
- une chambre avec des lits à quenouille, où se trouvent également une collection de coiffes et dentelles et une armoire contenant le linge de l'époque (coiffes, chemises, caleçons...).

Cette reconstitution a été entièrement réaménagée en 2009 et totalement déplacée au premier étage de l'actuel musée où a été placé, lors de son inauguration le 18 avril 2009, un grand portrait de Goulebenéze, le barde patoisant de la Saintonge, figure illustre du pays charentais.

### Le musée des Bujoliers

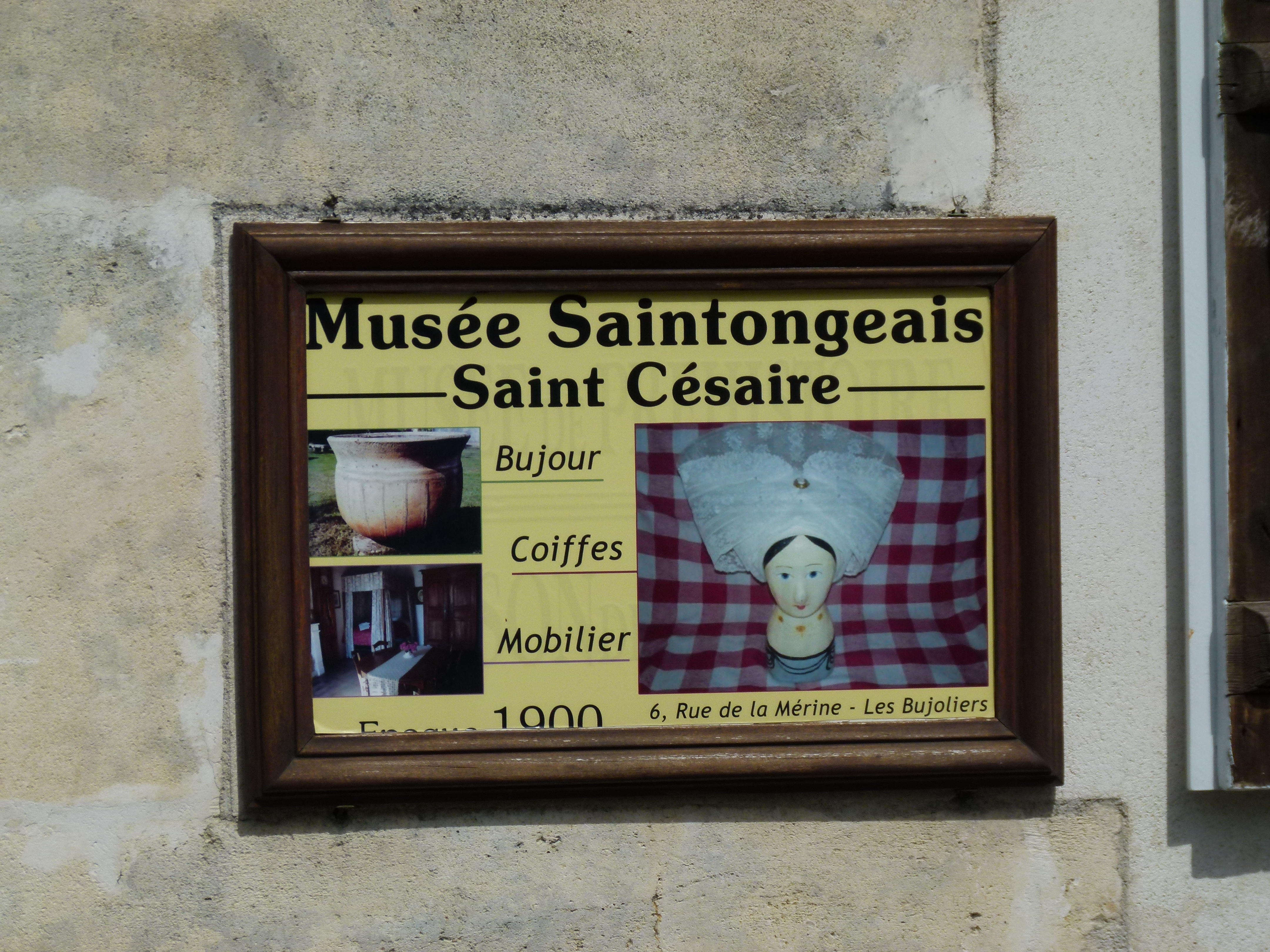
L'enseigne du Musée des Bujoliers est incrustée dans le mur du bâtiment.

Le Musée des Bujoliers est situé au rez-de-chaussée de cet espace muséographique original entièrement rénové dans le cours de l'année 2008 et rétrocédé à la commune de Saint-Césaire. Il est constitué de plusieurs salles :
- la buanderie où deux bujours sont exposés, il s'agit d'énormes cuviers de terre cuite typique de la région servant à faire la lessive ;
- le chai où est exposé un alambic charentais en cuivre ambré ;
- la salle de géologie où se trouve une découpe du sous-sol de la commune de Saint-Césaire.